# Diocesi di Felbes
La diocesi di Felbes (in latino Dioecesis Phelbesiana) è una sede soppressa e sede titolare della Chiesa cattolica.

## Storia
Felbes, corrispondente alla città di Bilbeis, è un'antica sede episcopale della provincia romana dell'Augustamnica Seconda nella diocesi civile d'Egitto. Faceva parte del patriarcato di Alessandria ed era suffraganea dell'arcidiocesi di Leontopoli.
La sede non è menzionata nell'Oriens Christianus di Michel Le Quien, e nessuno dei suoi vescovi è tramandato dalle fonti antiche di epoca romano-bizantina. Tuttavia le fonti letterarie tardive menzionano alcuni vescovi di questa antica diocesi: Abramo è menzionato negli atti del martirio dei 49 martiri di Scetis e probabilmente visse prima dell'occupazione araba dell'Egitto; un altro vescovo di nome Abramo era presente nel 743 alla consacrazione del patriarca Michele I; infine Michele prese parte  nell'831 alla consacrazione del patriarca Giuseppe I. Questi due ultimi vescovi sono erroneamente menzionati da Le Quien nella cronotassi dei vescovi di Pelusio. Ancora nel XIV secolo Bilbeis era  sede di un vescovo.
Dal 1933 Felbes è annoverata tra le sedi vescovili titolari della Chiesa cattolica; dal 17 ottobre 2022 il vescovo titolare è Ángel Maximiliano Ordóñez Sigcho, vescovo ausiliare di Quito.

## Cronotassi

### Vescovi residenti
- Abramo I † (VII secolo)
- Abramo II † (menzionato nel 743)
- Michele † (menzionato nell'831)

### Vescovi titolari
- Henri Van Schingen, S.I. † (17 dicembre 1936 - 2 luglio 1954 deceduto)
- Antoine Henri van den Hurk, O.F.M.Cap. † (1º gennaio 1955 - 3 gennaio 1961 nominato arcivescovo di Medan)
- Walmor Battú Wichrowski † (31 maggio 1961 - 27 maggio 1971 nominato vescovo di Cruz Alta)
- Walmor Battú Wichrowski † (16 novembre 1972 - 31 ottobre 2001 deceduto) (per la seconda volta)
- Airton José dos Santos (19 dicembre 2001 - 4 agosto 2004 nominato vescovo di Mogi das Cruzes)
- Javier Augusto Del Río Alba (12 ottobre 2004 - 11 luglio 2006 nominato arcivescovo coadiutore di Arequipa)
- Janusz Wiesław Kaleta (15 settembre 2006 - 5 febbraio 2011 nominato vescovo di Karaganda)
- Daniel Fernando Sturla Berhouet, S.D.B. (10 dicembre 2011 - 11 febbraio 2014 nominato arcivescovo di Montevideo)
- Jorge Ángel Saldías Pedraza, O.P. (25 marzo 2014 - 11 ottobre 2019 nominato vescovo di Tarija)
- Alberto Arturo Figueroa Morales (19 novembre 2019 - 14 settembre 2022 nominato vescovo di Arecibo)
- Ángel Maximiliano Ordóñez Sigcho, dal 17 ottobre 2022